# 尼氏鏢鱸
尼氏鏢鱸為輻鰭魚綱鱸形目鱸亞目河鱸科的其中一種，被IUCN列為次級保育類動物，分布於美國密蘇里州中南部的Osage河流域，體長可達13公分，棲息在岩石底質的水塘、溪流。